# Régiments de cavalerie français d'Ancien Régime (J)
Cet article présente la liste des régiments de cavalerie français d'Ancien Régime, commençant par la lettre J.

## Régiment de Jarnac cavalerie
Régiment de Jarnac cavalerie
Le régiment est levé le 10 octobre 1651, en Saintonge, par Louis de Chabot, comte de Jarnac. Il combat en Guyenne, et est licencié en août 1652.

## Régiment de Joyeuse cavalerie
Régiment de Joyeuse cavalerie
C'est l'ancien régiment de Granpré cavalerie (1648-1650), qui est renommé « régiment de Joyeuse cavalerie » le 26 février 1650 après avoir été donné à Jean-Armand de Joyeuse, chevalier de Grandpré frère du précédent mestre de camp  Charles François de Joyeuse, comte de Grandpré qui avait été démis de son commandement le 20 janvier 1650, pour rébellion. Engagé dans la guerre franco-espagnole, il rejoint la Champagne, et participe à la prise de Guise et à la bataille de Rethel en 1650. En 1653, il se trouve aux prises de Rethel et de Mouzon, en 1654 aux prises de Liège, de Virton, de Stenay, et de Clermont-en-Argonne, en 1655, il assiste aux sièges de Landrecies, de Condé et de Saint-Ghislain. En 1656, il se trouve au siège de Valenciennes, en 1657 à la prise de Montmédy, en 1658, il bat à Sillery la garnison de Rocroi surprise dans une course puis il se trouve au siège de Dunkerque et à la bataille des Dunes. Licencié en Flandre le 18 avril 1661, excepté la compagnie mestre de camp, le régiment est rétabli 7 décembre 1665. Engagé dans la guerre de Dévolution, il se trouve en 1667 aux prises de Tournai, de Douai et de Lille. Il est une nouvelle fois réformé, le 18 décembre 1667, à l'exception de la compagnie du mestre de camp, qui est complétée à 100 hommes, le 26 mai 1668, et qui fait partie des 66 escadrons réservés pour la formation de nouveaux régiments. Le régiment est rétabli le 9 août 1671 et rejoint, dans le cadre de la guerre de Hollande, l'armée de Turenne en 1672 avec laquelle il participe aux prises de Rees, d'Arnheim, de Skenke, de Nimègue, de Grave, et de Bommel et en 1673 à la prise d'Unna. Il prend le nom de régiment de Locmaria cavalerie après avoir été donné, en 1674, à Louis François du Parc, marquis de Locmaria.

## Régiment de Joffreville cavalerie
- Régiment de Joffreville cavalerie réformé le 10 décembre 1698[2]